# 幼なじみ (Sound Scheduleの曲)
『幼なじみ』(おさななじみ)は、Sound Scheduleの3作目のシングル。2002年4月17日にDANGUY RECORDSより発売された。

## 概要
前作『君という花』から約5か月ぶりのマキシシングルである。表題曲である「幼なじみ」はTBS系の音楽番組『COUNT DOWN TV』2002年4月度のエンディングテーマとなっていた。

## 収録曲
1. 幼なじみ [4:33]
作詞・作曲：大石昌良
編曲：Sound Schedule
TBS系『COUNT DOWN TV』2002年4月度エンディング・テーマ
2. 竜巻 [4:54]
作詞・作曲：大石昌良
編曲：Sound Schedule
インディーズ時代のアルバム『ここからはじまるストーリー』に収録された同名の楽曲のリメイク
3. 面舵いっぱいいっぱい (サービストラック) [2:56]
作編曲：Sound Schedule

## 収録アルバム
- イマココニアルモノ (#1)
- THE COMPLETE SS (#1, 2)
- Sound Schedule ALL TIME BEST (#1・#2)